# Leandra ionopogon
Leandra ionopogon là một loài thực vật có hoa trong họ Mua. Loài này được (Mart.) Cogn. mô tả khoa học đầu tiên năm 1886.